# Bajna (Hungria)
Bajna é um município da Hungria, situado no condado de Komárom-Esztergom. Tem 37,27 km² de área e sua população em 2019 foi estimada em 1.856 habitantes.